# أماندا بلامر
أماندا بلامر (بالإنجليزية: Amanda Plummer)‏ مواليد 23 مارس 1957 في نيويورك، نيويورك، الولايات المتحدة، هي ممثلة كندية بدأت مسيرتها الفنية عام 1979. كما أنها من الفائزات بجائزة إيمي.

## وصلات خارجية
- أماندا بلامر على موقع IMDb (الإنجليزية)
- أماندا بلامر على موقع روتن توميتوز (الإنجليزية)
- أماندا بلامر على موقع قاعدة بيانات الأفلام العربية
- أماندا بلامر على موقع ألو سيني (الفرنسية)
- أماندا بلامر على موقع ميوزك برينز (الإنجليزية)
- أماندا بلامر على موقع أول موفي (الإنجليزية)
- أماندا بلامر على موقع قاعدة بيانات برودواي على الإنترنت (الإنجليزية)
- أماندا بلامر على موقع قاعدة بيانات الأفلام السويدية (السويدية)
- أماندا بلامر على موقع إن إن دي بي (الإنجليزية)
- أماندا بلامر على موقع ديسكوغز (الإنجليزية)